# Ostedes tonkinea
Ostedes tonkinea là một loài bọ cánh cứng trong họ Cerambycidae.